# Experimentální divadlo
Experimentální divadlo je divadelní směr, vzniklý počátkem 20. století, příbuzný avantgardnímu divadlu nebo s ním ztotožňovaný. Na českém území k hlavním zástupcům patří Voskovec & Werich (Osvobozené divadlo) a divadlo D 34. Tento avantgardní divadelní směr politicky vycházel obvykle z levicových pozic a vyznačuje se výrazným a úmyslným vychýlením z normy a očekávání. Také kladl velký důraz na originalitu a kreativitu. Jeho počátečním cílem byla kritika společnosti podobně jako to bylo u dadaismu a futurismu, kterými se tento směr inspiroval.